# Phoniscus papuensis
Phoniscus papuensis је врста слепог миша из породице вечерњака (лат. Vespertilionidae).

## Распрострањење
Ареал врсте је ограничен на мањи број држава. 
Врста има станиште у Аустралији, Индонезији (Западна Нова Гвинеја) и Папуи Новој Гвинеји.

## Станиште
Станиште врсте су тропске и друге врсте шуме. Врста је по висини распрострањена од нивоа мора до 1.300 метара надморске висине. Врста је присутна на подручју острва Нова Гвинеја.

## Начин живота
Врста Phoniscus papuensis прави гнезда. 

## Угроженост
Ова врста није угрожена, и наведена је као последња брига јер има широко распрострањење.